# Kupievaha, Lubnî
Kupievaha (în ucraineană Куп'єваха) este un sat în comuna Voinîha din raionul Lubnî, regiunea Poltava, Ucraina.

## Demografie
Componența lingvistică a localității Kupievaha
     Ucraineană (99,22%)
     Alte limbi (0,78%)
Conform recensământului din 2001, majoritatea populației localității Kupievaha era vorbitoare de ucraineană (99,22%), existând în minoritate și vorbitori de alte limbi.